# 15년

## 연호
- 신(新) 천봉(天鳳) 2년

## 기년
- 신(新) 왕망(王莽) 8년
- 신라(新羅) 남해 차차웅(南解次次雄) 12년
- 고구려(高句麗) 유리명왕(瑠璃明王) 34년
- 백제(百濟) 온조왕(溫祚王) 33년

## 탄생
- 9월 24일 - 로마 제국 8대 황제 비텔리우스 (~69년)